# Schönborn (Dresden)

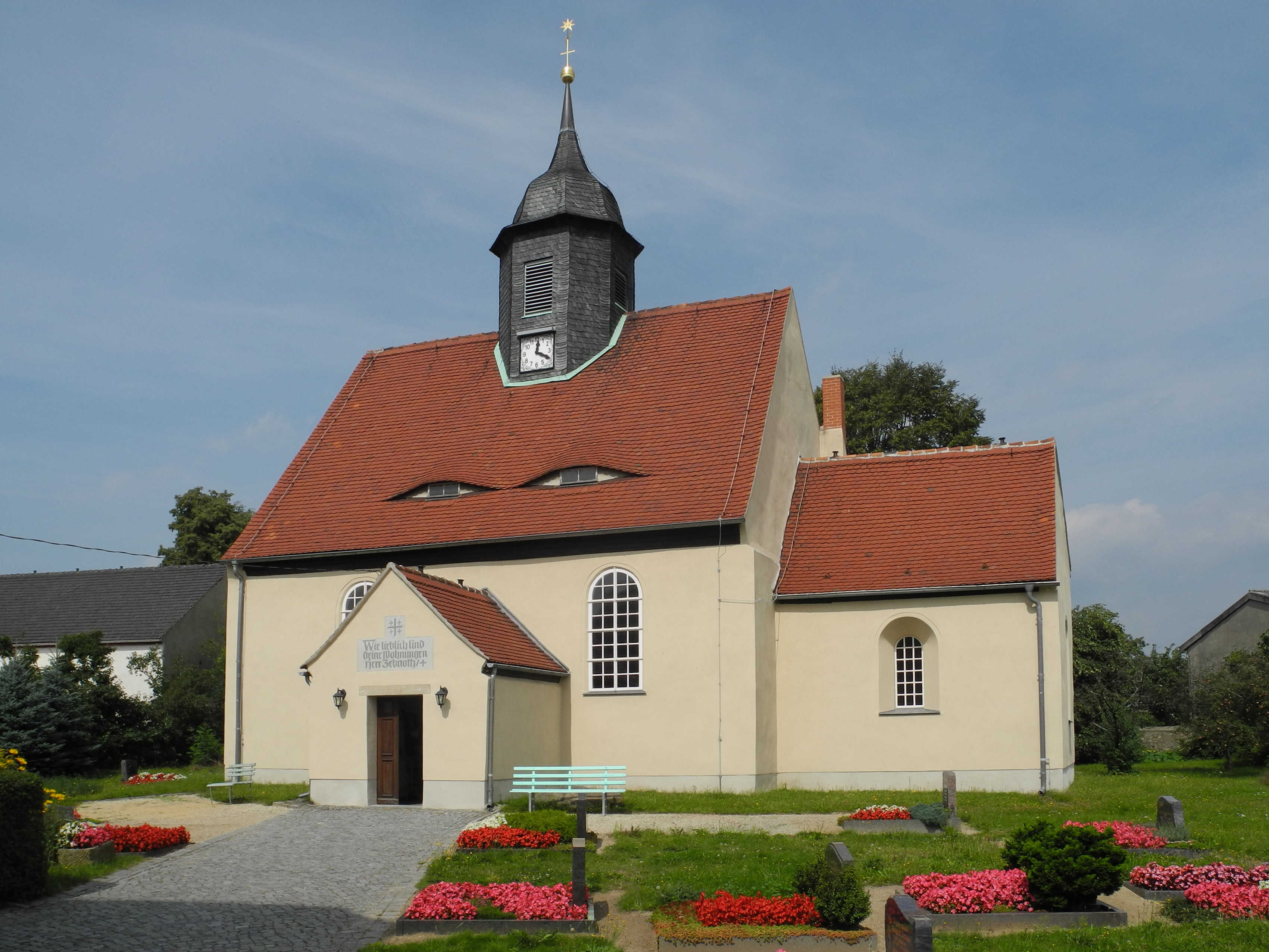
Ev.-Luth. Elf-Gebote-Kirche in Schönborn

Schönborn ist eine Ortschaft und ein Ortsteil von Dresden. Die zuvor eigenständige Gemeinde im Nordosten der sächsischen Landeshauptstadt wurde am 1. Januar 1996 nach Langebrück eingemeindet und erhielt den Status einer Ortschaft. Mit Langebrück kam Schönborn 1999 durch Eingliederung nach Dresden und bildet den gemeinsamen statistischen Stadtteil Langebrück/Schönborn. Der rund 500 Einwohner zählende Ort gehört landschaftlich zum Radeberger Land.

## Geographie
Schönborn ist ein typisches Bauerndorf, besitzt eine knapp 50 Hektar große Waldhufenflur, die sich in über zwei Kilometern Breite zwischen dem Roten-Graben-Weg und der Großen Röder sowie zwischen der Grundmühle und der Kunathmühle (Seifersdorfer Tal) ausdehnt.

## Geschichte

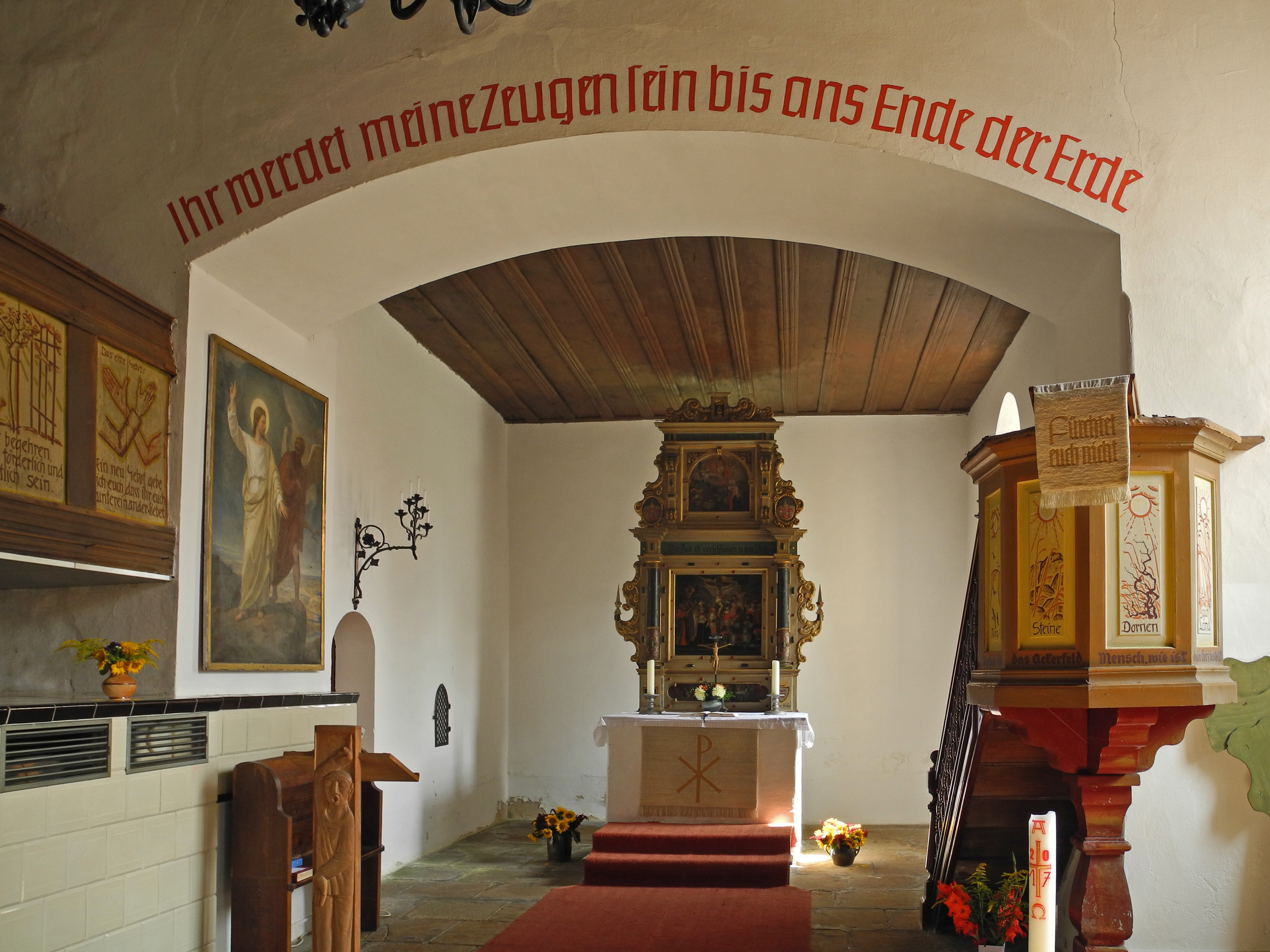
Altarraum der Schönborner Kirche

Das Dorf wird 1350 als Schonenburn erwähnt. Sein Name ist als Ort am schönen, lichten Bach beziehungsweise Quell zu deuten und steht wohl in Verbindung mit der Lage an der Quelle eines linken Zuflusses der Großen Röder. In Verbindung eines Personennamens hat der Ort eine noch ältere gesicherte urkundliche Erwähnung. In dieser heißt es:
„Am 3. Oktober 1297 erwerben Hermannus de Schonenburne und der praefato Heinrico de Schonenburne Brachland vor dem Dresdner Frauentor.“
Auch soll nach Mitteilung des Landesamtes für Archäologie und des Landesamtes für Vorgeschichte in Dresden das Dorf Schönborn schon in der Mitte des 13. Jahrhunderts (um 1250) eine steinerne Kapelle (Kirche) im romanischen Stil besessen haben. Nach der Zerstörung 1653 wurde sie bis 1664 wieder aufgebaut. Der Kirchenraum wird als Saal mit eingezogenem, rechteckigem Chor charakterisiert. Schönborn war herrschaftliches Dorf, dessen Einwohner zumeist den Besitzern des Rittergutes Seifersdorf unterstanden und ihnen Frondienste zu leisten hatten. Als Anrainer der Dresdner Heide durften die Bewohner im Wald Holz sammeln und Vieh dorthin auf die Hutung treiben, sogar bis zum fünf Kilometer entfernten Dachsenberg. Dafür mussten sie noch im 17. Jahrhundert bei Hofjagden als Treiber helfen.

## Politik
| Ortschaftsratswahl Schönborn 2024Wahlbeteiligung: 85,9 % 1009080706050403020100 95,1 %4,9 % FWFDPGewinne/Verlusteim Vergleich zu 2019 %p 6 4 2 0 −2 −4 −6+4,8 %p−4,8 %pFWFDP | Sitzverteilung im Ortschaftsrat Schönborn seit 2024Insgesamt 8 Sitze - FW: 8 |

## Entwicklung der Einwohnerzahl
| Jahr | Einwohner                                 |
| ---- | ----------------------------------------- |
| 1351 | 6 besessene Mann                          |
| 1551 | 26 besessene Mann, 4 Häusler, 44 Inwohner |
| 1587 | 28 Hufner, 7 Häusler                      |
| 1764 | 26 besessene Mann, 19 Häusler             |
| 1834 | 329                                       |
| 1871 | 352                                       |
| 1890 | 427                                       |
| 1910 | 435                                       |
| 1925 | 485                                       |
| 1939 | 470                                       |
| 1946 | 577                                       |
| 1950 | 543                                       |
| 1964 | 558                                       |
| 1985 | 547                                       |

| Jahr | Einwohner |
| ---- | --------- |
| 1990 | 426       |
| 1991 | 361       |
| 1992 | 351       |
| 1993 | 349       |
| 1994 | 345       |
| 1995 | 395       |
| 1996 |           |
| 1997 |           |
| 1998 |           |
| 1999 | 451       |

| Jahr | Einwohner |
| ---- | --------- |
| 2000 | 478       |
| 2001 | 496       |
| 2002 | 503       |
| 2003 | 501       |
| 2004 | 497       |
| 2005 | 487       |
| 2006 | 490       |
| 2007 | 478       |
| 2008 | 499       |
| 2009 | 497       |

| Jahr | Einwohner |
| ---- | --------- |
| 2010 | 494       |
| 2011 | 496       |
| 2012 | 492       |
| 2013 | 500       |
| 2014 | 513       |
| 2015 | 511       |
| 2016 | 506       |
| 2017 | 504       |